# 綿陽市
綿陽市（めんよう-し）は中華人民共和国四川省に位置する地級市。省会成都市に次ぐ四川省第2の都市で、古くから生産力の高い農村であったほか、電子工業や高等研究機関が集積する。「綿陽」とは、街の北に綿山があり、またかつては綿水（涪江）の左岸に市街中心部があったことによる。

## 地理

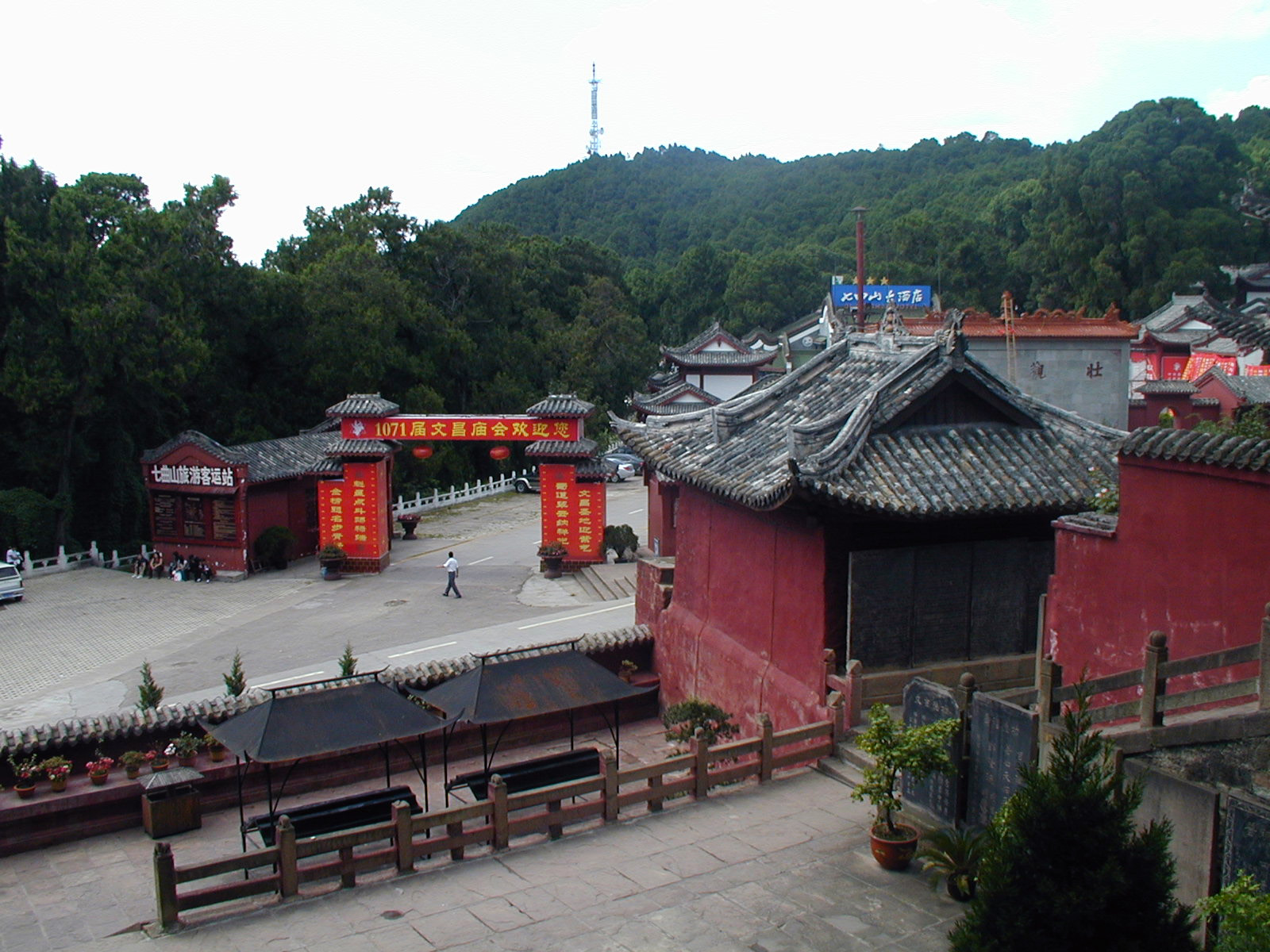
梓潼七曲山大廟

綿陽の面積は2万平方km以上にわたり、うち、市区の面積は110平方km。綿陽市街は成都市から93kmの距離にある。
東は南充市、西は徳陽市、南は遂寧市、北は広元市・アバ州・甘粛省隴南市と隣接する。四川盆地の西北部にあたるが、北東から南西へ伸びる龍門山脈（九頂山）を境に、市域の北部や西部は岷山山脈などの険しく高い山々からなる。市域の面積の61%が山地で、丘陵が20.4%、平野は18.6%でその多くは大きな川の沿岸にある。可耕地面積は四川省でも4位であり、水田が多く、三期作（一年三耕）が可能。
気候は亜熱帯気候で、年平均降水量は1,100mmと多い。年平均気温は14.7度から17.3度で、夏の最高気温は39度、冬の最低気温は-5度。年平均湿度は71%。
綿陽市街には三本の主要河川、すなわち涪江（ふうこう）、安昌江、芙蓉溪が貫く。その中でも、嘉陵江の大きな支流である涪江は、岷山山脈の山中にある平武県から深い渓谷を延々と流れてくる。2004年には三江大壩ダムが完成し、西湖に匹敵する人工湖ができた。
民族は漢族が多いが、チベット族や羌族、回族などが住み、特に山岳部では多い。2010年の統計により、2010年の人口は4,613,862人で、十年間556,279人減であった。

## 歴史
紀元前201年に漢朝の高祖が「涪県」（ふうけん）を設置して以来、2200年の歴史を有する。
また伝説では、黄帝の妃で養蚕の祖でもある嫘祖は、市域内の塩亭県にあった西陵国出身とされる。またその子孫で夏王朝の創設者とされる禹は、父の鯀（こん）が西羌の汶山・石紐（現在の北川チャン族自治県）に封じられたために同地で生まれたという。
三国時代には「蜀道の咽喉」とされ、漢中と蜀とを結ぶ山岳地帯の通路の入口として戦略的に重要であり、後には綿州と改められた。三国時代の武将の蔣琬はこの地に葬られている。
また多くの文学者ゆかりの地でもある。漢代の文豪の楊子雲は久しくこの地に住んだ。唐の詩人の李白は、父の転居に伴い少年時代を蜀郡・綿州の彰明県（現在の江油市）で過ごしたとされる。また北宋の文豪の欧陽脩もこの地で生まれたとされる。その他、清代の学者の李調元、現代の小説家の沙汀、20世紀の科学者の鄧稼先らもこの地の出身である。
2008年5月12日に発生した四川大地震では震源地からもっとも近かったため、特に北川チャン族自治県に最大の被害を出した。

## 行政区画
3市轄区・1県級市・4県・1自治県を管轄下に置く。
- 市轄区：
  - 涪城区・遊仙区・安州区
- 県級市：
  - 江油市
- 県：
  - 三台県・塩亭県・梓潼県・平武県
- 自治県：
  - 北川チャン族自治県

| 綿陽市の地図                                                                  |
| ----------------------------------------------------------------------------- |
| 涪城区 遊仙区 安州区 三台県 塩亭県 梓潼県 北川チャン族 · 自治県 平武県 江油市 |

### 年表
この節の出典

#### 川西行署区綿陽専区
- 1949年10月1日 - 中華人民共和国川西行署区綿陽専区が成立。綿陽県・彰明県・梓潼県・羅江県・徳陽県・広漢県・金堂県・什邡県・綿竹県・安県が発足。(10県)
- 1952年2月14日 - 茂県専区茂県の一部が安県・綿竹県に分割編入。(10県)
- 1952年7月14日 - 彰明県の一部が川北行署区剣閣専区北川県に編入。(10県)
- 1952年7月30日 - 什邡県の一部が綿竹県に編入。(10県)
- 1952年8月7日 - 四川省の成立により、四川省綿陽専区となる。

#### 四川省綿陽地区
- 1952年9月1日 - 安県の一部が剣閣専区北川県に編入。(10県)
- 1952年12月8日 - 温江専区彭県の一部が什邡県に編入。(10県)
- 1952年12月29日 (10県)
  - 遂寧専区中江県の一部(新中郷)が徳陽県に編入。
  - 徳陽県の一部(東美郷の一部)が遂寧専区中江県に編入。
- 1953年1月15日 - 什邡県の一部が広漢県に編入。(10県)
- 1953年3月10日 - 広元専区剣閣県・江油県・広元県・旺蒼県・北川県・平武県・青川県・昭化県を編入。(18県)
- 1953年3月31日 - 平武県の一部が江油県に編入。(18県)
- 1953年4月20日 - 綿竹県の一部が彰明県に編入。(18県)
- 1953年5月3日 - 彰明県の一部が安県に編入。(18県)
- 1953年5月29日 (18県)
  - 広漢県の一部(三星鎮)が温江専区彭県に編入。
  - 温江専区彭県の一部(義和郷の一部)が広漢県に編入。
- 1953年6月22日 - 旺蒼県の一部が南充専区蒼渓県に編入。(18県)
- 1953年7月4日 - 金堂県・什邡県・広漢県が温江専区に編入。(15県)
- 1953年7月6日 - 遂寧専区中江県の一部が羅江県に編入。(15県)
- 1953年7月20日 - 剣閣県の一部が梓潼県に編入。(15県)
- 1953年10月 (15県)
  - 梓潼県の一部が綿陽県・剣閣県に分割編入。
  - 綿陽県・江油県の各一部が梓潼県に編入。
- 1954年2月11日 - 彰明県の一部が安県に編入。(15県)
- 1954年6月10日 - 遂寧専区塩亭県の一部が梓潼県に編入。(15県)
- 1954年7月10日 - 江油県の一部が剣閣県に編入。(15県)
- 1954年10月4日 (15県)
  - 剣閣県の一部が梓潼県に編入。
  - 江油県の一部が剣閣県に編入。
- 1954年10月12日 - 遂寧専区塩亭県の一部が梓潼県に編入。(15県)
- 1954年11月5日 - 遂寧専区塩亭県の一部が剣閣県に編入。(15県)
- 1954年11月24日 - 温江専区什邡県の一部が綿竹県に編入。(15県)
- 1955年9月3日 - 旺蒼県の一部が達県専区南江県に編入。(15県)
- 1955年11月8日 - 平武県の一部が江油県に編入。(15県)
- 1955年12月15日 - 旺蒼県の一部が南充専区蒼渓県に編入。(15県)
- 1955年12月19日 - 剣閣県の一部が遂寧専区塩亭県に編入。(15県)
- 1955年12月 - 剣閣県の一部が梓潼県に編入。(15県)
- 1956年2月20日 - 平武県の一部が北川県・江油県に分割編入。(15県)
- 1956年5月12日 - 彰明県の一部が綿陽県に編入。(15県)
- 1956年5月25日 (15県)
  - 江油県の一部(祥和郷および城関鎮の一部)が彰明県に編入。
  - 彰明県の一部(新場郷・河西郷の各一部)が江油県に編入。
- 1956年5月31日 - 南充専区蒼渓県の一部が旺蒼県に編入。(15県)
- 1956年7月24日 - 旺蒼県の一部が広元県に編入。(15県)
- 1956年10月26日 - 遂寧専区三台県の一部が綿陽県に編入。(15県)
- 1956年11月22日 (15県)
  - 綿陽県の一部が羅江県に編入。
  - 羅江県の一部が安県に編入。
- 1956年12月17日 (15県)
  - 綿竹県、温江専区広漢県の各一部が徳陽県に編入。
  - 徳陽県の一部が温江専区広漢県に編入。
  - 梓潼県の一部が遂寧専区塩亭県に編入。
  - 安県の一部が綿竹県に編入。
- 1957年2月5日 - 梓潼県の一部が綿陽県に編入。(15県)
- 1957年2月23日 - 旺蒼県の一部が陝西省漢中専区黎坪中心区に編入。(15県)
- 1957年4月19日 - 江油県の一部が彰明県に編入。(15県)
- 1957年12月30日 (15県)
  - 綿陽県の一部(新民郷の一部)が遂寧専区三台県に編入。
  - 遂寧専区三台県の一部(柳池郷の一部)が綿陽県に編入。
- 1958年5月18日 - 北川県の一部が安県に編入。(15県)
- 1958年9月5日 - 江油県・彰明県が合併し、江彰県が発足。(14県)
- 1958年10月18日 - 遂寧専区遂寧県・蓬渓県・潼南県・中江県・三台県・射洪県・塩亭県を編入。(21県)
- 1959年1月9日 - アバ・チベット族自治州松潘県の一部が平武県に編入。(21県)
- 1959年3月22日 (19県)
  - 昭化県が広元県に編入。
  - 羅江県が徳陽県・安県・綿陽県に分割編入。
- 1959年4月30日 - 江彰県が江油県に改称。(19県)
- 1963年9月10日 - 平武県の一部がアバ・チベット族自治州松潘県に編入。(19県)
- 1965年7月2日 - 蓬渓県の一部が南充専区南充県に編入。(19県)
- 1968年5月31日 - 綿陽専区が綿陽地区に改称。(19県)
- 1969年10月5日 - 梓潼県の一部が剣閣県に編入。(19県)
- 1973年12月17日 - 塩亭県の一部が南充地区南部県に編入。(19県)
- 1976年2月4日 - 綿陽県の一部が分立し、綿陽市が発足。(1市19県)
- 1976年4月6日 - 広元県の一部が旺蒼県に編入。(1市19県)
- 1977年4月26日 - 剣閣県の一部が南充地区蒼渓県に編入。(1市19県)
- 1977年9月24日 - 潼南県が江津地区に編入。(1市18県)
- 1978年12月16日 (1市18県)
  - 温江地区什邡県の一部(霊傑公社の一部)が綿竹県に編入。
  - 綿竹県の一部(広済公社の一部)が温江地区什邡県に編入。
- 1979年11月16日 - 綿陽県が綿陽市に編入。(1市17県)
- 1980年4月23日 - 剣閣県の一部が梓潼県に編入。(1市17県)
- 1983年8月18日 (1市14県)
  - 徳陽県の一部が分立し、地級市の徳陽市となる。
  - 徳陽県・中江県・綿竹県が徳陽市に編入。
- 1985年2月8日 
  - 綿陽市が地級市の綿陽市に昇格。
  - 広元県が市制施行し、地級市の広元市に昇格。
  - 遂寧県が市制施行し、地級市の遂寧市に昇格。
  - 江油県・三台県・塩亭県・安県・梓潼県・北川県・平武県が綿陽市に編入。
  - 旺蒼県・青川県・剣閣県が広元市に編入。
  - 蓬渓県・射洪県が遂寧市に編入。

#### 綿陽市
- 1985年2月8日 - 綿陽地区綿陽市が地級市の綿陽市に昇格。市中区が成立。(1区7県)
  - 綿陽地区江油県・三台県・塩亭県・安県・梓潼県・北川県・平武県を編入。
- 1988年2月24日 - 江油県が市制施行し、江油市となる。(1区1市6県)
- 1992年10月30日 - 市中区が分割され、涪城区・遊仙区が発足。(2区1市6県)
- 2003年7月6日 - 北川県が自治県に移行し、北川チャン族自治県となる。(2区1市5県1自治県)
- 2009年2月1日 - 安県の一部が北川チャン族自治県に編入。(2区1市5県1自治県)
- 2016年3月20日 - 安県が区制施行し、安州区となる。(3区1市4県1自治県)

## 経済
綿陽周囲は農村地帯であり豚、牛、羊、木材、竹、果物などを産出し、豊谷酒業など農業・食品関係の企業も多い。その一方で電子産業の都市であり後述のような研究機能も集積している。四川省第2の経済都市でありGDPも1700.33億人民元（2017年）と四川省2位。
主な大企業には長虹電器、九州電器、湖山電子などがあり、家電や電子製品の大工場を構えている。
山岳部には炭鉱などの鉱山や水力発電所が多数ある。

## 交通
空港
- 綿陽南郊空港

鉄道
- 宝成線（陝西省宝鶏市 -成都市）
- 西成旅客専用線

道路
- 成綿高速道路（中国語版）、綿広高速公路、成綿高速公路複線、綿遂高速公路

## 観光
- 九皇山猿王洞
- 李白故里
- 越王楼
- 仙海湖風景区
- 富楽山風景区
- 竇団山風景区
- 白馬王朗自然保護区
- 羅浮山温泉風景区

## 教育
綿陽は中国屈指の研究機関が集中し、「中国西部の科学都市」（中国西部科学城）の異名を持つ。これは文化大革命時、核戦争を想定して沿海部から内陸部へ研究機能や工場を移動させた「三線建設」の重要な拠点として四川省、特に綿陽が選ばれたことによる。市内には科学者や技術者が18万人いる。
特に重要な研究機関には、中国最大の核兵器研究・生産機関の中国工程物理研究院（China Academy of Engineering Physics）、中国最大の航空力学研究機関である中国空気動力研究発展センター（China Air Dynamics Research and Development Center）、中国燃気渦輪研究院などがある。これらは原子力発電、核兵器、ミサイルなど戦略的に重要な研究を行い、国務院からの多大な人的支援などを得ている。なかでも中国工程物理研究院はかつて第九研究院（九院）と呼ばれていた重要な機関で、1969年に北京から内陸の四川省綿陽および広元に移され、1983年9月、各地にあった研究所を綿陽の広さ5平方kmの研究地区「839地区」に集約して現在に至っており、8,000人以上の研究者が核開発に従事している。そのため「中国のロスアラモス」という異名もある。
教育機関には西南科技大学、綿陽師範学院、西南財経大学電子商務学院、四川大学農学院など多くの大学や、綿陽職業技術学院、綿陽医科学校、綿陽青年機電工程学校などの専門学校があり、また中学・高校などの教育にも熱心である。

## 健康・医療・衛生
- 綿陽市中心医院、四川綿陽四０四医院
- 成都市第一人民医院（成都市中西医結合医院）、綿陽市第二人民医院
- 綿陽市遊仙区第二人民医院、綿陽市第三人民医院